# Antes o Mundo Não Existia
Antes o Mundo Não Existia é uma coletânea de narrativas míticas que descrevem a história da criação do mundo sob a gênesis do povo Desana — habitante da região do Alto Rio Negro, no estado do Amazonas — pelos autores Umúsin Panlõn Kumu e Tolamãn Kenhíri (pai e filho — nas edições posteriores os nomes aparecem como Umusi Pãrõkumu e Tõrãmʉ̃ Kẽhíri). A obra, que faz a transição da narrativa oral para a escrita, é considerada o primeiro livro de autoria indígena — e ilustrado — publicado oficialmente no Brasil. O prefácio e introdução da sua primeira edição em 1980, ficou a cargo da antropóloga Berta Ribeiro.
A obra foi referência para o surgimento dos autores indígenas Eliane Potiguara, Olívio Jekupé, Ailton Krenak e Daniel Munduruku.

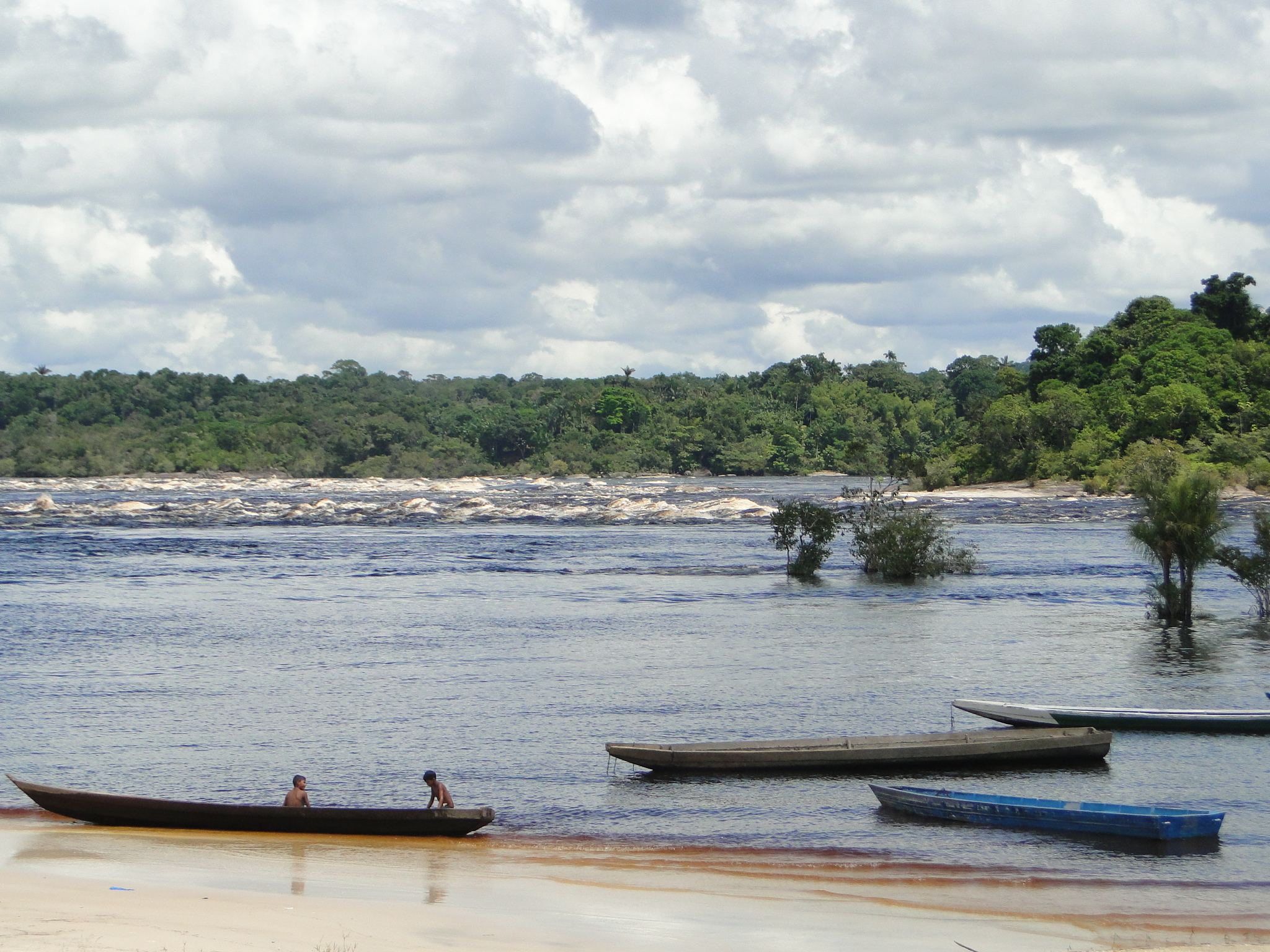
Prainha em São Gabriel da Cachoeira, região do Alto Rio Negro

Em 1978, quando Berta Ribeiro se encontrava na região do Alto Rio Negro para estudar o trançado indígena, soube que dois indígenas haviam escrito a mitologia dos Desana, motivados anteriormente por um padre da Missão Salesiana de São Gabriel da Cachoeira a transcrever essas narrativas.  No mesmo período em que estava na localidade e os originais foram devolvidos por uma editora, a antropóloga se interessou pelo projeto e ajudou pai e filho — Umúsin Panlõn Kumu (Firmiano Arantes Lana) e Tolamãn Kenhirí (Luiz Gomes Lana), a reformularem o texto de forma a conseguir sua publicação em 1980.

## Recepção
O Diário Popular atestou num artigo que, pela "[...] primeira vez no Brasil se publica um livro escrito por dois índios [...]", em que "[...] Tolamãn e Umúsin contam a criação dos homens e de todas as coisas, segundo eles mesmos." Reconheceu que, através de Berta Ribeiro, o livro conseguiu ser publicado e que a antropóloga "[...] nos leva, com sua introdução clara e objetiva, a um passeio pelas margens do Rio Negro e a uma maravilhosa sessão do "contador de histórias" que é Firmiano Lana." Apresentando trechos do livro, a crítica o descreveu como comovente, ingênuo e bonito, mas também emocionante e alegre. Afirmou, inclusive que é um livro que todos deveriam ler, pois "[...] através dele poderemos, com certeza, entender e amar melhor os índios [...]", população "[...] que vem sendo, há quase meio século, tão violentamente dizimada, em nosso País."

## Traduções
O livro foi publicado na Itália em 1986, sob o título de Il Ventre del Universo. A versão em espanhol foi publicada pela Editoral Prensa Universitaria de Palma de Mallorca em 1999, com o título de Antes el Mundo no Existía, traduzido por Helder Ferreira, prefácio de Berta Ribeiro e estudo literário de José Ignacio Úzquiza.

## Adaptação

### Conto
Carlos Drummond de Andrade escreveu em sua coluna no Jornal do Brasil em 1980, um conto sobre o livro:

"Berta [Ribeiro] me contou:
Antes o mundo não existia, eram só águas pretas onde passou uma canoa, que também podia ser uma cobra, sei lá. Dentro dela ia a humanidade futura. Em pé, com seu bastão de comando, o fundador dos Tukano, chamado Emekho Panlamim. Aportaram no lugar devido, e o mundo existiu, com danças, 28 pratos de mandioca e uma vasta maloca de 20 metros de frente por 20 de fundo, onde todos eram felizes, e cada homem só amava sua mulher. Mas vieram os missionários, acharam aquilo imoral e destruíram a maloca.
Hoje o mundo continua existindo, ou parece que, mas os Tukano vivem em pequeninas casas isoladas, e vendem como objetos industriais os antigos instrumentos de culto. Umusin Panlon Kumu e seu filho Tolaman resolveram entretanto contar a história verdadeira da origem da vida, tal como foi de verdade, e não como se pretende obrigá-los a crer. No Alto Rio Negro, dois Tukano mostram a morada do Grande Morcego, que fica no alto da esfera de quatro camadas, desenhada por Tolaman, e só não vê essas coisas quem é cego de olhos ou de coração."

Carlos Drummond de Andrade

### Teatro
O Grupo Aimberê, que se dedicava ao estudo da mitologia brasileira, realizou na sua primeira apresentação teatral em 1981, uma improvisação sobre uma das lendas descritas na publicação antes da peça A Maravilhosa História do Sapo Tarô Bequê, de Márcio Souza, fazendo parte da programação do Teatro Cacilda Becker.

### Animação
Em 1994, Berta Ribeiro organizou um projeto de desenhos animados que seriam integrantes de uma série chamada Mito e Morte no Amazonas, baseada em lendas descritas no livro e composta pelos curta-metragens: Gaín Pañan e a Origem da Pupunheira, Bali Bó e O Começo Antes do Começo. Dos três filmes, apenas o primeiro foi concretizado pela Universidade Federal do Rio de Janeiro (UFRJ), onde a antropóloga era docente.